# Cawdor (římská pevnost)
Easter Galcantray, údajná římská pevnost), se nachází v blízkosti skotské vesničky Cawdor (24 km na východ od města Inverness). Pro tvrzení, že jde o římskou pevnost, však chybějí archeologické důkazy, které by ho podpořily.

## Objev
V roce 1984 byla jihozápadně od vesničky Cawdor objevena údajná římská pevnost, a to pomocí leteckého snímkování.
Na místě probíhaly vykopávky mezi lety 1985 a 1990, ale byl objeven pouze jeden úlomek keramiky, který byl považován za římský na základě jeho podobnosti s fragmentem nalezeným v legionářské pevnosti Inchtuthil.
Další nálezy, údajně římské, však mohou právě tak patřit k stavbám z jiných období. Nejnovější analýza této lokality viz .
Kdyby se potvrdilo, že na tom místě skutečně stála římská pevnost, byla by to nejseverněji položená známá římská pevnost na Britských ostrovech, ale je to velmi nepravděpodobné: nejbližší pevnost, Stracathro, je totiž vzdálená více než 160 km.

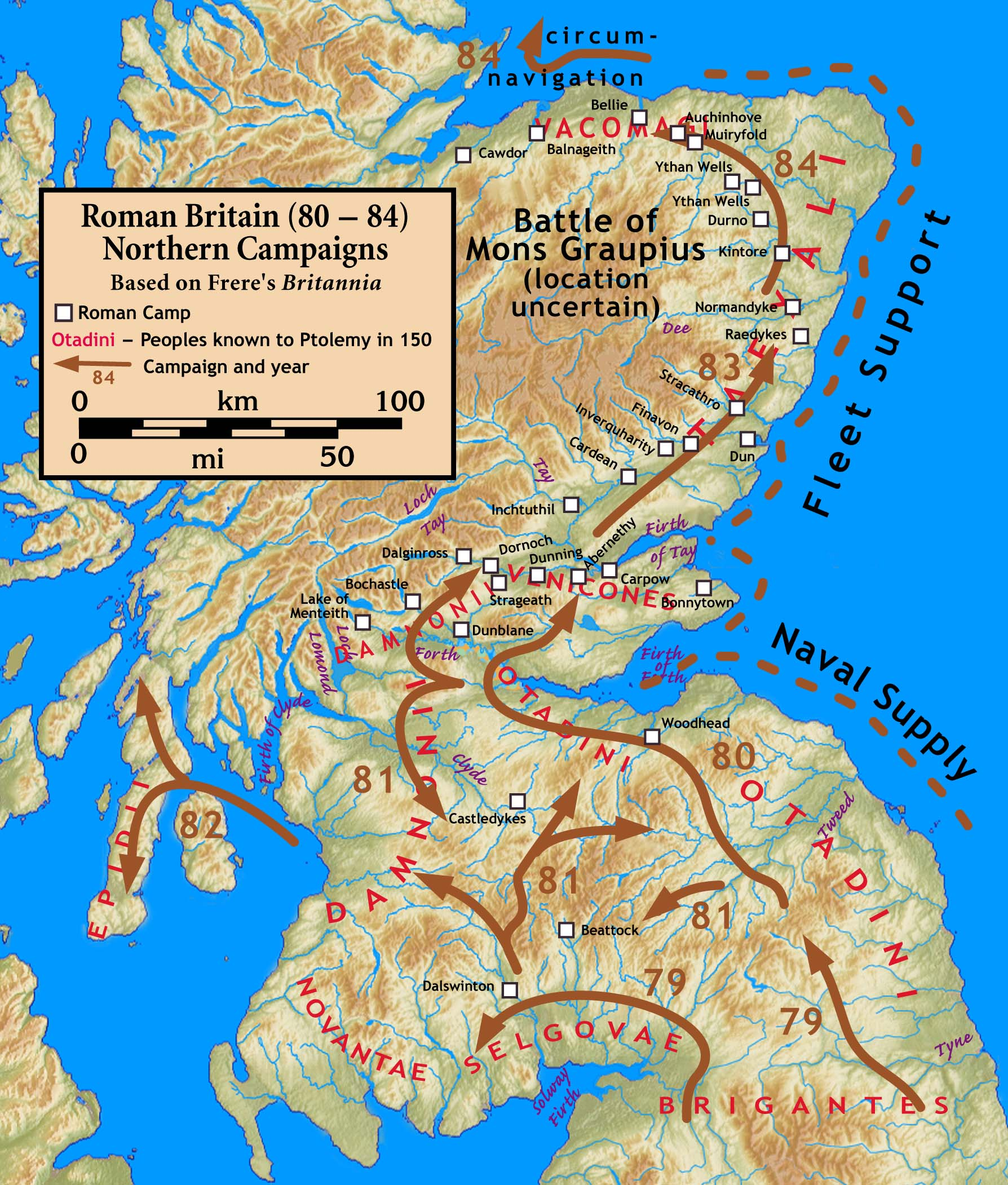
Římané v severním Skotsku, rok 83 (případně 84)

## Agricola
Žádné nálezy zatím neukazují, že Agricola se dostal tak daleko na sever, navzdory zavádějícím objevům v Portmahomacku a Tarradale na severním pobřeží Beauly Firth, ale archeologové, kteří se specializují na římské období, se zatím nevyjádřili.
Easter Galcantray se nachází blízko Invernessu a nikdy nebyl vážně považován za nejsevernější místo, kam se římští dobyvatelé dostali, navzdory tomu, co amatérští historici a zastánci konspiračních teorií tvrdí.
Historicky je známo, že v létě 83 Agricola porazil spojené kaledonské vojsko, kterému velel Calgacus, a to v bitvě u Mons Graupius. Agricola po vítězství získal rukojmí z příslušníků kaledonských kmenů a nařídil své flotile plout kolem severního pobřeží, díky Římané dostali důkaz, že provincie Britannia je ostrov.
Agricola se pak možná přesunul se svou armádou na severní pobřeží Británie a dostal se do okolí Invernessu, poblíž pevnosti Easter Galcantray (Cawdor). V roce 1985 byl „malý kousek římské keramiky“ nalezen spolu se spálenými zbytky na dně příkopu v této lokalitě, ale při pozdějším zkoumání byl označen za středověký.

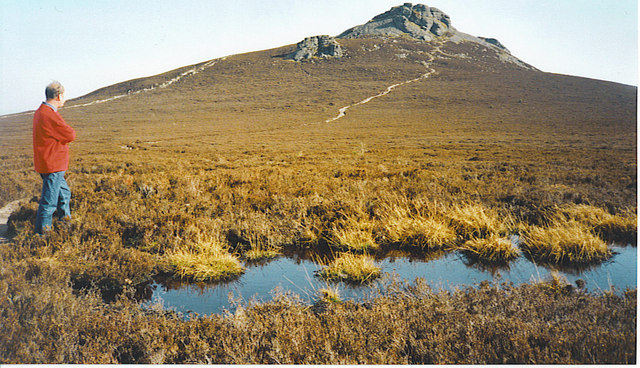
Bennachie, jedno z míst, kde mohlo k bitvě dojít

## Další výzkum nutný

### Lokalita sama
Ačkoli radiokarbonová metoda datování nevylučovala možnost, že tamější stavba proběhla během prvního století, interpretace zjištění i zde zůstává problematická, protože tato lokalita byla obsazena a potom dosti rychle opuštěna, takže nebyly nalezeny žádné další důkazy.

### Místo, kde k bitvě u Mons Graupius došlo
Kromě toho zatím nedošlo ke shodě, pokud jde o místo, kde přesně se bitva u Mons Graupius odehrála. Například William Roy (1793), Gabriel Jacques Surenne (1823), Archibald Watt a C. Michael Hogan se domnívají, že se v roce 82 bojovalo dále na jih na pobřeží poblíž římských táborů Raedykes  nebo Glenmailen .
Vittorio di Martino (autor „Římského Irska“ o možném římském tažení do Irska) se naproti tomu domnívá, že k vítězství Římanů došlo v oblasti od Cawdoru na jihozápad.